# Narcis
Narcis (drimavac, nežić, sunovrat; lat. Narcissus) je biljni rod porodice Amaryllidaceae kome pripada 116 priznatih vrsta. Ime Narcissus dolazi od grčke reči narkao („opiti”, „omamiti”), jer cvet ima alkaloid sa narkotičkim delovanjem. Potiče iz sredozemnih krajeva Evrope (Španija i Balkan). Razna uobičajena imena uključujući dafodil, dafadaundili, narcissus i jonkvil se koriste za opisivanje svih ili dela članova ovog roda.

## Opis narcisa
- List: Uzak, duguljast, mekan, svetlozelene boje.
- Cvetna stabljika: Šuplja, viša od listova, većinom ima samo jedan cvet.
- Perigon ili ocveće: Sastoji se od dva kruga s tri listića bele ili žute boje. Tanjirastog je oblika, a pri dnu se nalazi krunica, koja nije rascepljena.
- Cvatnja: U proleće, od februara do aprila.
- Razmnožavanje: Lukovicama.

## Podela
Vrtni narcis se dele na 11 klasa i to prema obliku i boji cveta:
- Trubasti Narcis:

Ima cvetni izbojak s jednim cvetom, a krunica mu je trubasta i duža od širine cvetnih latica. Može biti žuti, dvobojni i beli.
- Velikocvetni Narcis:

Ima jedan cvet, a dužina krunice je 1/3 do 1/2 širine venčića. Izraštaj je po obliku trubast ili zdelast, širok. Može biti žut s velikim ocvećem ili dvobojan.
- Sitnocvetni Narcis:

Ima jedan cvet, a dužina krunice je kraća od 1/3 širine ocveća. Može imati žute latice, žutu do narandžastu krunicu i bele latice.
- Punocvetni Narcis:

Ima cvetni izbojak s jednim manje - više ispunjenim cvetom žute boje.
- Narcis :

Ima dva cveta i neotporan je na hladnoću.
- Narcis :

Rasprostranjen je na Sredozemlju; ima jedan cvet.
- Narcis Žonkil (jonquilla):

Rasprostranjen je u Dalmaciji; cvjetna stapka na vrhu ima četiri do šest cvjetova, rano cvate.
- Narcis :

Neotporan je na zimu. Koristi se za rez i rano cvata. Cvetovi su sitni, do šest, belog su ocveća i sitnih krunica žute boje.
- Narcis :

Cvate najranije i to samoniklo u Dalmaciji. Ima jedan cvet belog velikog ocveća i kratke žute krunice.

## Primena
- Ispod krošnje stabla.
- Uz rub grupe ukrasnog bilja.
- Na travnjaku.

## Vrste
1. -{Narcissus × xaverii Nava & Fern.Casado

status nije rešen:

## Forsiranje
Za Rezano Cveće
Za forsiranje cvetanja se koriste trubasti i velikocvetni narcisi. Lukovice se vade u junu i julu i vrši se sušenje i skladištenje:
- Četiri dana na temperaturi od 34 °C ili spoljašnjoj ako je niža.
- Dve nedelje na temperaturi od 30 °C ili spoljašnjoj ako je niža.
- Dve nedelje na temperaturi od 17–20 °C.
- 9–16 nedelja hlađenja na temperaturi od 9 °C – do forsiranja.

Forsiranje se radi hlađenim i nehlađenim lukovicama, i to najkasnije dva meseca nakon sadnje.
Narcisi se sade u sanducima s laganim kompostom na dubini od 15 cm i drže na 13 –15 °C. Nakon razvitka žila i prvih listova (5–8 cm) moraju biti u stakleniku ili sličnoj prostoriji.
Za Cveće u Saksijama
Hlađenje na nižim temperaturama (5 °C, 15 nedelja).
Vreme pospešivanja se deli na nekoliko razdoblja:
- 2-5% u decembru
- 5-13% u januaru
- 10-15% u martu
- 20-30% u aprilu

Za kasnije forsiranje lukovice se vade u avgustu i visoke temperature se izbegavaju. Sušenje i skladištenje počinju od 17–20 °C u septembru i onda na 9 °C – do forsiranja.
Rezanje i klasiranje: (Cvetovi se režu u fazi pupoljaka kada pokažu boju cveta)
- klasa: cvetna peteljka duga 30 cm
- klasa: cvetna peteljka duga 20 cm

Snopovi se sastoje od 20 cvetova iste sorte.

## Galerija
- Žuti Narcisi
- Žonkil (Jonquilla)
-Narcissus (žuti)
-Narcissus papyraceus (beli)
- Narcisi

## Napomene
1. ↑  The word "daffodil" is also applied to related genera such as Sternbergia, Ismene and Fritillaria meleagris. It has been suggested that the word "Daffodil" be restricted to the wild species of the British Isles, N. pseudonarcissus. Halevy 1985, Rees A. R. Narcissus pp. 268–271

## Spoljašnje veze
- Cook, Danielle. „Daffodil”. Архивирано из оригинала 31. 5. 2014. г. Приступљено 14. 11. 2014.
- Johnston, Brian (april 2007). „A Close-up View of the  "Daffodil"” (Close up images). Micscape Magazine. Приступљено 14. 11. 2014.
- Kraft, Rachel (30. 4. 2001). „Propagation of Daffodils (Narcissus pseudonarcissus)”. Plant Propagation. North Dakota State University, Department of Plant Sciences. Архивирано из оригинала 16. 06. 2019. г. Приступљено 14. 11. 2014.
- Trinklein, David (2007). „Spring Flowering Bulbs: Daffodils”. University of Missouri Extension. Архивирано из оригинала 25. 10. 2014. г. Приступљено 25. 10. 2014.
- Van Beck, John; Christman, Steve (3. 10. 2005). „Narcissus”. Floridata. Приступљено 25. 10. 2014.
- Vigneron, Pascal. „Narcissus”. Amaryllidaceae.org (на језику: French). Архивирано из оригинала 29. 12. 2014. г. Приступљено 23. 10. 2014.
- „Daffodil Festivals and Fields”. Приступљено 3. 11. 2014.
- „Narcissus”. Dryad Nursery. 2014. Архивирано из оригинала (Image galleries) 28. 09. 2020. г. Приступљено 12. 11. 2014.
- „Narcissus (Narcissus spp.)”. UC Pest Management Guidelines. Agriculture and Natural Resources, University of California. Integrated pest management program. mart 2009. Приступљено 21. 11. 2014.
- Steinbergs, A (2008). „Daffodils”. Spring-flowering Bulbs. The Plant Expert. Архивирано из оригинала 19. 3. 2015. г. Приступљено 26. 11. 2014.
- „Narcissus Horticultural Tips”. Van Engelen. 2014. Архивирано из оригинала 6. 12. 2014. г. Приступљено 27. 11. 2014.